# بارايسو دو نورتي
بارايسو دو نورتي بلدية في ولاية بارانا في المنطقة الجنوبية من البرازيل.